# Кузькино (Кілемарський район)
Ку́зькино (рос. Кузькино, марій. Кузькансола) — присілок у складі Кілемарського району Марій Ел, Росія. Входить до складу Ардинського сільського поселення.

## Населення
Населення — 58 осіб (2010; 79 у 2002).
Національний склад (станом на 2002 рік):
- марі — 95 %